# Bridgwater (stacja kolejowa)
Bridgwater – stacja kolejowa w mieście Bridgwater na linii Bristol – Exeter. Wybudowana w 1845 roku, zaprojektowana przez Isambarda Kingdom Brunela. Budynek uznany za zabytek klasy II. W okresie od kwietnia 2020 do marca 2021 stacja obsłużyła 133 410 pasażerów. W 2015 przez stację przewinęło się 44390 pasażerów

## Ruch pasażerski
Stacja ma znaczenie lokalne i regionalne, z Bridgwater można uzyskać bezpośrednie połączenie do następujących większych miast: Bristol, Cardiff, Exeter, Newport, Plymouth, Taunton. Ze względu na krótkie i niewymiarowe perony, nie zatrzymują się na niej pociągi dalekobieżne linii First Great Western.

## Obsługa pasażerów
Kasa biletowa, poczekalnia, automat biletowy, bufet, parking, przechowalnia rowerów (12), postój taksówek

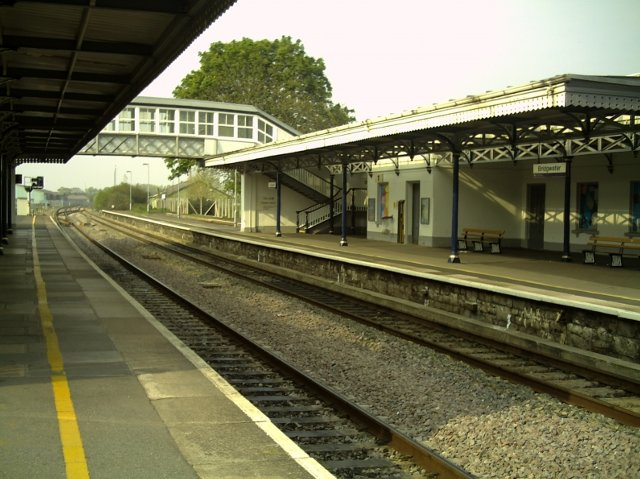
Perony stacji w Bridgwater